# تل خيبر
تل خيبر هو تل أو مستوطنة أثرية تقع في جنوب بلاد ما بين النهرين على بعد 13 كيلومترًا غرب مدينة الناصرية، وحوالي 19 كيلومترًا شمال غرب مدينة أور في محافظة ذي قار و25 كيلومترًا جنوب مدينة لارسا القديمة. في عام 2012، تمت زيارة الموقع من قبل أعضاء مشروع آثار منطقة أور (URAP)، وهو تعاون بين المعهد البريطاني لدراسة العراق وجامعة مانشستر ومجلس الدولة العراقي للآثار والتراث. ووجدوا أن الموقع قد تعرض لعمليات نهب، وتقدموا بطلب للحصول على تصريح حفر.
لا يعرف سوى القليل جدا عن سلالة سيلاند، تقليدياً كان يعتقد أنها موجودة تقريبا بين عامي 1700 و 1400 قبل الميلاد وحلت محل بابل بعد سقوطها في وقت ما حوالي عام 1550 قبل الميلاد. تل خيبر هو أول موقع سيلاند يتم التنقب عنه حيث تم تأريخه إلى حوالي عام 1500 قبل الميلاد.

## التاريخ
يتألف الموقع من تلين، الأول يسمى بتل خيبر 1 والثاني تل خيبر 2 أو يسمى أحيانًا تل قرة، تبلغ مساحتهما حوالي 300 × 250 مترًا، حُدد التلين لأول مرة من قبل العالم هنري رايت الذي أجرى مسحًا في المنطقة في عام 1965، وأطلق عليهما اسم تل خيبر (الموقع 60) وتل قرة (الموقع 61). في أطلس المديرية العراقية للآثار لعام 1976 للمواقع الأثرية سُمي كلاهما بإيشان خيبر (الموقعان 107 و 108). وبين عامي 2013 و2017 نُقب في الموقع مجموعة من علماء الآثار العراقيين والبريطانيين. وكشفت الحفريات عن وجود مستوطنة يهيمن عليها مبنى إداري كبير يعود تاريخه إلى عام 1500 قبل الميلاد، أو العصر البرونزي الأوسط. تبلغ مساحته 53 مترًا × 27.5 مترًا في مرحلته الأولية، ويغطي 4400 مترًا مربعًا ومحاطًا بجدران بسمك 3.5 متر، مع أبراج كبيرة لها جدران بسماكة متر واحد، ولها بوابة واحدة.